# Gary Sheffield
Pour les articles homonymes, voir Sheffield (homonymie).
Gary Antonian Sheffield (né le 18 novembre 1968 à Tampa, Floride, États-Unis) est un joueur de baseball qui évolue dans les Ligues majeures de 1988 à 2009, principalement comme joueur de champ extérieur, mais aussi comme joueur de troisième but et frappeur désigné. Il s'aligne avec 8 équipes en 22 saisons.
Sheffield frappe 509 circuits en carrière, ce qui le place après la saison 2014 au 25e rang de l'histoire du baseball majeur. Invité 9 fois au match des étoiles, il remporte 5 Bâtons d'argent (le premier comme meilleur joueur de troisième but offensif et les autres comme voltigeur), gagne le championnat des frappeurs de la Ligue nationale en 1992, mène cette ligue pour la moyenne de présence sur les buts en 1996 et remporte la Série mondiale 1997 avec les Marlins de la Floride.

## Biographie
Ses 42 circuits en 1996 sont un record de la jeune franchise des Marlins de la Floride qui n'est battu qu'en 2017 par Giancarlo Stanton.
Gary Sheffield a été transféré des Yankees de New York pendant l'inter-saison 2006-2007 en échange de trois lanceurs de ligues mineures (Humberto Sanchez, Kevin Whelan, Anthony Claggett). Les Tigers ont prolongé son contrat de trois années supplémentaires peu de temps après le transfert.
Il est en 2015 éligible pour la première fois à l'élection au Temple de la renommée du baseball mais ne récolte que 11,7 % des voix exprimées par les membres de l'Association des chroniqueurs de baseball d'Amérique, alors qu'un minimum de 75 pour cent d'appuis est nécessaire pour être élu. En 2016, il récolte 11,6 pour cent d'appuis et, s'il se maintient au minimum à 5 pour cent, peut être candidat jusqu'en 2024. En 2017, il récolte 13,3 pour cent des votes.

## Faits marquants
- 9 participations au match des étoiles de la Ligue majeure de baseball (1992-93, 1996, 1998-2000, 2003-05)
- Premier joueur à participer au match des étoiles sous cinq maillots différents[réf. nécessaire]
- 5 trophées Silver Slugger de meilleur frappeur (1992, 1996, 2003, 2004, 2005)
- Meilleure moyenne au bâton de la Ligue nationale (,330) et meilleur total de buts (323) en 1992
- Meilleur moyenne de présence sur les buts de Ligue nationale (,465) en 1996
- Remporte la Série mondiale avec les Marlins de Floride en 1997

Gary Sheffield est connu pour sa vitesse de frappe, l'une des plus rapides en Ligue majeure[réf. nécessaire].
Au printemps 2003, à la suite des investigations de l'affaire Balco, son nom apparaît dans une liste de clients du laboratoire fournissant stéroïdes et hormones de croissance à certains sportifs.